# Charles Thom
Pour les articles homonymes, voir Thom.
Charles Thom (11 novembre 1872 à Minonk dans l'Illinois aux États-Unis - 24 mai 1956 à Port Jefferson, New York, États-Unis) est un mycologue dont le travail dans la microbiologie des produits laitiers et les champignons du sol a une influence importante sur l'établissement de normes rigoureuses dans le traitement des denrées alimentaires et de transformation aux États-Unis.

## Historique
Longtemps associé avec le ministère américain de l'Agriculture (USDA), il a mené des recherches sur la toxicité alimentaire et les normes appliquées de la pureté des aliments et drogues. Le Dr Thom est une autorité mondialement reconnue en matière des moules utilisés dans l'affinage du fromage et le premier à décrire Penicillium roqueforti et P. camemberti, principes actifs des deux fromages populaires. Ses études de microfungi aboutit à la publication de L'Aspergillus (avec Margaret B. Church, 1926) et The penicillia (1930).
Charles Thom a reçu son A.B. (1895) et A.M. (1897) à Lake Forest College et son doctorat (1899) à l'Université du Missouri, le premier doctorat à être passé par cette institution. Début de sa carrière comme professeur de botanique mené à la recherche de Woods Hole biologique de laboratoire et un poste d'assistant de George F. Atkinson à l'Université Cornell.
Sur recommandation d'Atkinson, il obtient un poste à l'USDA, en 1904, où il resta jusqu'à sa retraite en 1942. Sa carrière à l'USDA a commencé par un passage de 10 ans à la station expérimentale agricole de Storrs, Connecticut, pour travailler sur un projet sur-moule fromage affiné. Son succès ici a contribué au développement de procédés industriels pour la fabrication du Camembert et Roquefort aux États-Unis.
En 1913, il a déménagé à Washington, D.C., pour commencer à travailler comme mycologue responsable du laboratoire de microbiologie, Bureau de la chimie. Il était alors chef de la Division de la microbiologie des sols, Bureau de la chimie et des sols (1927-1934) et le Bureau of Plant Industry (1934-1942). Ses recherches sur la taxonomie des Aspergillus et Penicillium, sus la construction d'une collecte systématique des cultures vivantes, sur les moisissures, et sur l'identification correcte de Penicillium notatum comme agent producteur de la pénicilline d'Alexander Fleming, ont formé un noyau d'études de grande envergure, qui ont finalement abouti à la production d'antibiotiques à grande échelle.
Avec la Division de microbiologie des sols, le Dr Thom a développé une méthode pratique pour contrôler la dévastatrice Texas Root Rot 'de coton. Au cours de la Seconde Guerre mondiale, il devient un collaborateur important avec l'équipe de la pénicilline, l'USDA Northern Regional Research Laboratory, chargé du projet crucial de développement des méthodes pour augmenter le rendement de la pénicilline à partir de différentes souches de Penicillium. Ici, il a travaillé avec son protégé, le Dr Kenneth Raper. Ensemble, ils publient Manuel de la penicillia en 1949.
Le Dr Thom a été le délégué américain au Congrès international des produits laitiers qui s'est tenu à Paris, en France, en 1905. Il a travaillé avec un comité d'organisation pour créer un programme d'enseignement de troisième cycle à l'USDA. Il a participé à l'International Soil Congrès à Oxford, en Angleterre (1935) et a été vice-président du Congrès microbiologiques International à New York (1939). Il était membre de l'Académie Nationale des sciences (1937), membre fondateur de la Société Mycologique d'Amérique (président, 1953), et président de la Société des bactériologistes américains (BRS) (1940). Lake Forest College lui remit un doctorat honorifique ès sciences en 1936. 
Thom est l’abréviation botanique standard de Charles Thom.
Consulter la liste des abréviations d'auteur en botanique ou la liste des plantes assignées à cet auteur par l'IPNI, la liste des champignons assignés par MycoBank, la liste des algues assignées par l'AlgaeBase et la liste des fossiles assignés à cet auteur par l'IFPNI.